# Pyxicephalus obbianus
Pyxicephalus obbianus is een kikker uit de familie Pyxicephalidae. De soort werd voor het eerst wetenschappelijk beschreven door Enrica Calabresi in 1927. Later werd de wetenschappelijke naam Rana obbiana gebruikt.
De soort komt voor in Afrika en is endemisch in Somalië. De habitat bestaat uit scrubland, op de droge savanne en in moerassen. Hij wordt met uitsterven bedreigd omdat zijn leefgebied wordt gekapt.